# Textures (album)
Textures è il tredicesimo album in studio del musicista britannico Brian Eno, pubblicato nel 1989 dalla Standard Music Library.

## Il disco
Contiene sia brani editi (tutti però con il nome cambiato) che inediti, destinati ad essere utilizzati come colonne sonore. L'album non è mai stato distribuito nei negozi ma esclusivamente tramite la Standard Music Library, e reso disponibile solo per i cineasti.

## Tracce
Testi e musiche di Brian Eno, eccetto dove indicato.
1. Soft Dawn – 2:22
2. The Water Garden – 2:55
3. Shaded Water – 4:17 (Brian Eno, Roger Eno)
4. Suspicious – 2:22
5. Ozone – 1:45
6. Landscape with Haze – 4:10
7. Mirage – 3:24
8. River Mist – 4:37
9. Constant Dreams – 4:01
10. Dark Dreams – 3:12
11. Black Planet – 2:56
12. Night Thoughts – 3:39 (composta con Roger Eno)
13. Travellers – 3:56 (composta con Roger Eno)
14. Evil Thoughts – 2:03 (composta con Daniel Lanois)
15. Darkness – 1:27 (composta con Daniel Lanois)
16. Jungles – 2:02 (composta con Daniel Lanois)
17. Sanctuaries – 1:41 (composta con Daniel Lanois)
18. Menace – 1:48
19. Suspended Motion – 3:45
20. The Wild – 4:25
21. River Journey – 11:14

Undici brani sono inediti, mentre i rimanenti dieci sono estratti o versioni di brani pubblicati anche in altri album come il precedente  Music For Films vol.III (1988) e i successivi The Shutov Assembly (1992) e Neroli (1993).
- The Water Garden = Cavallino
- Shaded Water = Alhondiga
- Suspicions = Lanzarote
- Mirage = Triennale
- Landscape with Haze = Riverside
- River Mist = Asian River
- River Journey = Asian River (extended alternate mix)
- Constant Dreams = Neroli (edit)
- Suspended Motion = Markgraph
- The Wild = Stedelijk